# Sepp Hilz
Sepp Hilz (* 22. Oktober 1906 in Bad Aibling; † 30. September 1967 in Willing) war ein deutscher Maler, der sich auf ländliche Themen spezialisiert hatte und als Bauernmaler galt.

## Leben
Hilz war der Sohn des Malers und Kirchenrestaurators Georg Hilz. Nach Abschluss der Volksschule erhielt er zunächst eine Lehrstelle für angehende Kunstmaler in Rosenheim, wobei er vor allem das Kopieren alter Meister lernte. Von 1921 bis 1927 setzte er seine Studien an der Münchener Kunstgewerbeschule und an der Privatschule von Moritz Heymann fort. 1928 heiratete er und kehrte nach Bad Aibling zurück, um für seinen Vater zu arbeiten. Seit 1930 trat er durch eigene Werke im Stil von Wilhelm Leibl hervor.
In der Zeit des Nationalsozialismus war Hilz auf Grund seiner ländlichen Sujets sehr erfolgreich und gehörte zu Adolf Hitlers Lieblingsmalern. Am 7. Juni 1937 beantragte er die Aufnahme in die NSDAP und wurde rückwirkend zum 1. Mai desselben Jahres aufgenommen (Mitgliedsnummer 5.353.485). 1938 erhielt er den Lenbach-Preis, der mit 2000 RM dotiert war. Nachdem Hitler 1938 sein Bild Nach Feierabend für 10.000 Reichsmark gekauft hatte, gewährte er ihm 1939 eine Schenkung von 100.000 Mark zum Kauf eines Grundstücks und der Errichtung eines Hauses mit eigenem Atelier durch Alois Degano. Hilz war mehrfach mit eigenen Werken auf den NS-Kunstausstellungen im Münchener Haus der Kunst vertreten, darunter 1939 mit dem Bild eines sich entkleidenden Bauernmädchens, genannt Bäuerliche Venus. Am 1. Juli 1943 ernannte ihn Hitler, trotz Titelsperre, zum Professor. In der Endphase des Zweiten Weltkriegs nahm ihn Hitler in die Gottbegnadeten-Liste der wichtigsten Maler auf, was Hilz vor einem Kriegseinsatz bewahrte.
Nach dem Ende des Zweiten Weltkriegs arbeitete Hilz als Restaurator von im Krieg beschädigten Kirchengemälden. Bei seinen eigenen Werken wandte er sich verstärkt religiösen Themen zu. Nach der Scheidung ging er 1950 eine zweite Ehe ein. Im Oktober des Jahres war er Gründungsmitglied des Kunstvereins Bad Aibling. Als protegierter Künstler im Nationalsozialismus konnte er nicht mehr Fuß fassen und beschloss 1956, das Malen aufzugeben. 1967 starb er.